# (26887) Tokyogiants
(26887) Tokyogiants est un astéroïde de la ceinture principale.

## Description
(26887) Tokyogiants est un astéroïde de la ceinture principale. Il fut découvert le 14 octobre 1994 à Kiso par Isao Satō et Hiroshi Araki. Il présente une orbite caractérisée par un demi-grand axe de 2,44 UA, une excentricité de 0,25 et une inclinaison de 8,3° par rapport à l'écliptique.

## Compléments